# Heinrich David August Ficinus
Heinrich David August Ficinus (* 18. September 1782 in Dresden; † 16. Februar 1857 ebenda) war ein sächsischer, deutscher Mediziner und Naturforscher. Sein offizielles botanisches Autorenkürzel lautet „Ficinus“.

## Leben
Als Sohn des Apothekers David Ficinus und seiner Frau Johanna Elisabeth Ficinus (geborene Mücke) geboren, nahm Heinrich Ficinus 1795 zunächst eine Lehre in seines Vaters „Mohrenapotheke“ auf. Nachdem er in Kamenz, Prag und Breslau als Gehilfe tätig war, nahm er ab 1803 am Berliner Collegium medico-chirurgicum Studien auf. 1804 legte er seine Apothekerprüfung in Dresden ab und wechselte 1805 an die Universität Wittenberg. 1806 wurde er dort mit der Abhandlung De Hydrope zum Doktor der Medizin promoviert.
Er kehrte nach Dresden zurück und betrieb eine eigene Praxis. 1814 wurde er zum Professor der Physik und Chemie an die dort gegründete chirurgisch-medizinischen Akademie berufen. 1817 übernahm er die Professur für Naturkunde, der Arzneimittellehre und der allgemeinen und speziellen Therapie an der dort eingegliederten Tierarzneischule. Nachdem in Dresden die technische Bildungsanstalt gegründet worden war, übernahm er dort von 1828 bis 1833 ein Lehramt für Chemie, Technologie und Physik. Seine Vorlesungen hielt er zunächst im Brühlschen Gartenpavillon und ab 1829 im Kuffenhaus am Zeughausplatz. Nebenher betrieb er seit 1822 die Apotheke seines Vaters. Ficinus verstarb 1857 in Dresden und wurde auf dem Trinitatisfriedhof beigesetzt.
Neben seinen Amtspflichten verfasste er mehrere literarische Werke, die Themen in den Bereichen Botanik, Optik und Mineralchemie abhandelten. Auch Lehrbücher wurden von ihm verfasst. Ficinus, der auch mit Johann Wolfgang von Goethe in Kontakt gestanden hatte, war seit 1818 Mitglied (mit dem Beinamen „Mathiolus“) in der deutschen Leopoldina.
Die Pflanzengattung Ficinia ist nach ihm benannt.

## Schriften
- Cinchonin. 1815.
- Flora der Gegend um Dresden. 1807/08, 1838, 1850.
- Optik oder Versuch eines folgerechten Umrisses der gesammten Lehre vom Licht. 1828.
- Anfangsgründe der medizinischen Physik.
- Anfangsgründe der medizinischen Chemie. 1815.
- Physik, allgemeinfasslich dargestellt. 1828, 2 Bd.
- Allgemeine Naturkunde. 1839.